# Ч
Ч, ч (en cursiva: Ч, ч) és una lletra de l'alfabet ciríl·lic. És la vint-i-quatrena lletra en l'alfabet búlgar, la vint-i-cinquena en l'alfabet rus, la vint-i-sisena en l'alfabet belarús, la vint-i-vuitena en els alfabets serbocroata i ucraïnès, i la vint-i-novena en l'alfabet macedoni. Representa la consonant africada /ʧ/, com la tx catalana a cotxe, txec, o la č en altres alfabets europeus. A l'antiguitat, en el sistema numeral ciríl·lic, aquesta lletra tenia el valor numèric 90.

## Taula de codis
| Codificació de caràcters |           | Decimal | Hexadecimal | Octal  | Binari              |
| ------------------------ | --------- | ------- | ----------- | ------ | ------------------- |
| Unicode                  | Majúscula | 1063    | 0427        | 002047 | 0000 0100 0010 0111 |
| Unicode                  | Minúscula | 1095    | 0447        | 002107 | 0000 0100 0100 0111 |
| ISO 8859-5               | Majúscula | 199     | C7          | 307    | 1100 0111           |
| ISO 8859-5               | Minúscula | 231     | E7          | 347    | 1110 0111           |
| KOI 8                    | Majúscula | 254     | FE          | 376    | 1111 1110           |
| KOI 8                    | Minúscula | 222     | DE          | 336    | 1101 1110           |
| Windows 1251             | Majúscula | 215     | D7          | 327    | 1101 0111           |
| Windows 1251             | Minúscula | 247     | F7          | 367    | 1111 0111           |